# NGC 5537
NGC 5537 (другие обозначения — MCG 1-36-32, ZWG 46.82, IRAS14151+0717, PGC 51047) — галактика в созвездии Дева.
Этот объект входит в число перечисленных в оригинальной редакции «Нового общего каталога».